# Nästjärnen (Silleruds socken, Värmland)
Nästjärnen är en sjö i Årjängs kommun i Värmland och ingår i Göta älvs huvudavrinningsområde.